# Aitor Osa
Aitor Osa Eizagirre (Deva, País Vasco, España, 9 de septiembre de 1973) es un exciclista español.
Es el hermano mayor de también ciclista Unai Osa.

## Biografía

### Debut en el Euskadi
Aitor Osa debutó como profesional en 1995 en el entonces modesto equipo Euskadi. En dicho equipo permaneció dos temporadas, en las que tuvo como director a Txomin Perurena.

### En el Banesto con Unai
En 1997 pasó, junto a su debutante hermano Unai, al potente equipo Banesto, dirigido por Echávarri y Eusebio Unzué. Durante sus años en el equipo navarro coincidiría con ciclistas como Abraham Olano, Alex Zülle, José María Jiménez.
Estrenó su palmarés como profesional en el año 2000, con una victoria de etapa en el GP Telecom.
En 2001 fue noveno en la Vuelta a España.
2002 fue su gran año, en el que ganó general y una etapa en la Vuelta al País Vasco. Ganó asimismo sendas etapas en la Vuelta a La Rioja y la Vuelta a Portugal. Aitor finalizó la temporada con otro importante éxito: ganó la clasificación de la montaña de la Vuelta a España.
En 2003 fue segundo en la prestigiosa clásica belga Flecha Valona, en la que ganó su compatriota Igor Astarloa, quien meses después se proclamaría campeón del mundo.
En 2005 tuvo que abandonar la Vuelta a España en la décima etapa al fracturarse la clavícula en el descenso del Montaup.
Para 2006, junto a su hermano Unai, fichó por el equipo Liberty Seguros de Manolo Saiz.

### Operación Puerto
En 2006, en el marco de la Operación Puerto, fue identificado por la Guardia Civil como cliente de la red de dopaje liderada por Eufemiano Fuentes, bajo los nombres en clave número 8 y ATR OS. Entre las pruebas recabadas por el instituto armado se encontraban las siguientes:
- el Documento 119 asociado a ATR OS, en cuyo reverso se anota con fecha 13/02/03 que José Luis (Merino Batres) le da determinados medicamentos, identificados como distintos formatos de EPO.[5]

- el Documento 120 asociado a ATR OS, en cuyo reverso se anota con fecha 12/12/03 y 22/12/03 un envío de la hermana de Eufemiano (Yolanda Fuentes) y una entrega de Merino Batres de determinados medicamentos identificados como distintos formatos de EPO.[5]

- los Documentos 147-157 referidos al corredor Aitor Osa, identificado en el documento 151 como ATR. Esta documentación comprendería análisis clínicos realizados en su mayoría en el Laboratorio de Análisis Clínicos del Dr. Merino Batres (C/ Zurbano n.º 92, Madrid) entre los años 2002-2004; una programación de administración de medicamentos que incluiría una programación coordinada e incluida en el mismo documento de extracciones y reposiciones de sangre o concentrados de hematíes del año 2002 (doc. 148); diferentes de entrenamiento.[5] Los planes de entrenamiento (documentos 152- 158) incluyen referencias de preparación física y anotaciones manuscritas junto a las fechas reseñadas con la simbología comentada que identifica la programación de administración de medicamentos como EPO, HMG-Lepori, insulina, hormona de crecimiento, testosterona y anabolizantes, además de referencias al calendario de extracciones/reposiciones sanguíneas.[6]

Aparte de estas anotaciones asociadas a fechas concretas, al pie de los documentos aparecerían referencias a medicamentos y las dosis diarias como es el caso de Benexol, Spirulina, Vitamina C, Lederfolin, etc.
De entre los medicamentos recogidos en estas anotaciones destaca en el doc. 157 la referencia a Prozac (un antidepresivo) y a su administración de uno por la mañana a diario hasta el 30/09/03 en un programa de entrenamiento para el periodo del 5 al 28 de julio de 2003.
- el Documento 35 identifica la planificación de administración de fármacos, que se recogen en un calendario anual desde noviembre a octubre y en el que se utiliza diferente simbología correspondiente a ATR 2005 8 (identificado como Aitor Osa).[6]

Aitor Osa no fue sancionado por la Justicia española al no ser el dopaje un delito en España en ese momento, y tampoco recibió ninguna sanción deportiva al negarse el juez instructor del caso a facilitar a los organismos deportivos internacionales (AMA, UCI) las pruebas que demostrarían su implicación como cliente de la red de dopaje.

### Epílogo y retirada
Como consecuencia de la Operación Puerto, el máximo patrocinador de su equipo, Liberty Seguros, abandonó el ciclismo en mitad de la temporada. Esta decisión dejaba en una situación incierta a todos los ciclistas del equipo (la mayoría identificados por la Guardia Civil como clientes de la red). El equipo, con el nombre provisional Würth (en referencia al copatrocinador que decidió continuar), acudió a la Euskal Bizikleta, con Aitor Osa entre otros.
El equipo pasó poco después a manos kazajas, siendo renombrado como Astaná. Los hermanos Osa se encontraron con graves problemas para hallar equipo (al menos, uno ProTour) por la Operación Puerto.
A finales de diciembre de 2006 se entrenaba por Zarauz junto a su hermano Unai cuando éste sufrió como consecuencia del fuerte viento una caída que le fracturó la clavícula, teniendo que ser operado. Los dos hermanos decidieron entonces retirarse; en el caso de Aitor, con 33 años.

### Tras la retirada
Actualmente trabaja como comercial en Mardu, una empresa del sector de la alimentación.
Desde su retirada colabora asiduamente con ETB (televisión pública vasca) en la emisión de carreras ciclistas. También ha participado en carreras de montaña a pie, como la Cegama-Aizcorri,, dando positivo por EPO en una de ellas, la Arratzu Urdaibai Mendi Lasterketa. En 2015 se proclamó Campeón de España de Carreras Verticales FEDME.

## Palmarés
2000
- 1 etapa del GP Telecom

2002
- Vuelta al País Vasco, más 1 etapa
- 1 etapa de la Vuelta a La Rioja
- 1 etapa de la Vuelta a Portugal
- Clasificación de la montaña de la Vuelta a España

## Resultados en Grandes Vueltas y Campeonato del Mundo
Durante su carrera deportiva consiguió los siguientes puestos en las Grandes Vueltas y en los Campeonatos del Mundo en carretera:
| Carrera         | Carrera         | 1995 | 1996 | 1997 | 1998 | 1999 | 2000 | 2001 | 2002 | 2003 | 2004 | 2005 | 2006 |
| --------------- | --------------- | ---- | ---- | ---- | ---- | ---- | ---- | ---- | ---- | ---- | ---- | ---- | ---- |
|                 | Giro de Italia  | —    | —    | —    | —    | Ab.  | —    | —    | —    | —    | —    | —    | —    |
|                 | Tour de Francia | —    | —    | —    | —    | —    | —    | —    | —    | —    | 50.º | —    | —    |
|                 | Vuelta a España | —    | —    | 46.º | 22.º | 15.º | 51.º | 9.º  | 54.º | 25.º | —    | Ab.  | —    |
| Mundial en Ruta | Mundial en Ruta | —    | —    | —    | —    | —    | —    | Ab.  | —    | Ab.  | —    | —    | —    |

―: no participa

Ab.: abandono

## Equipos
- Euskadi (1995-1996)
- Banesto/Illes Balears (1997-2005)
  - Banesto (1997-2000)
  - iBanesto.com (2001-2003)
  - Illes Balears-Banesto (2004)
  - Illes Balears-Caisse d'Epargne (2005)
- Liberty Seguros (2006)